# Els desitjos ridículs
Els desitjos ridículs és un conte de Charles Perrault apareguda a Contes de ma mère l'Oye en 1697, si bé ja s'havia publicat una versió anterior independent.

## Argument
Un llenyataire estava al bosc queixant-se de la duresa de la seva vida quan el déu Júpiter se li va aparèixer i li va dir que li concediria tres desitjos per fer-lo feliç. L'home va tornar corrent a casa i va explicar allò que havia passat a la seva dona, qui li va aconsellar d'esperar-se fins l'endemà per pensar bé els desitjos. Van començar a beure vi per celebrar l'encontre i llavors el llenyataire va dir que li agradaria tenir una bona salsitxa que acompanyés la beguda. Immediatament va aparèixer una enorme salsitxa. La dona, veient que havien malbaratat un desig, va començar a insultar-lo i aleshores ell va cridar-li que tant de bo se li pengés per sempre la salsitxa al nas i així callaria. Horroritzat, va veure com passava i va haver d'emprar el darrer desig per desfer la situació i tornar al punt inicial.

## Anàlisi
El conte presenta elements propis del conte de fades tradicionals, com la màgia, el nombre tres dels desitjos, el bosc com a lloc de meravella o el pobre que pot canviar el seu destí. Però Perrault transforma la història per donar-li un to satíric, com ja prova el títol o l'anècdota de la salsitxa. També destaca com a original l'aparició d'un déu grec i no una fada o bruixa com passa a les històries populars.
Segons la classificació Aarne-Thompson, el conte correspon al tipus 750A, on s'invoca la màgia per intentar resoldre la situació però es retorna al punt inicial. Apareixen relats amb el mateix esquema a Les mil i una nits i altres reculls orientals. El conte de Perrault va ser versionat en diversos idiomes.